# 黒鯱
『黒鯱』（くろしゃち）は、メ～テレ制作のミニ番組。2013年4月6日から放送されていたゆるしゃちを引き継ぐ形で2017年4月21日から同枠（毎月最終金曜を除く）で、2018年4月21日まで放送されていた。
前番組のゆるしゃちがゆるいテーマにチャレンジするのに対して黒鯱はきついことにチャレンジするがコンセプトである。

## 舞台
『舞台「黒鯱」 ～黒鯱年代記／遮二無二の章～』（ぶたいくろしゃち くろしゃちねんだいき しゃにむにのしょう）は、2017年8月25・26日・27日に名古屋市・東別院ホールで開催された舞台公演。
メ～テレ制作のバラエティ番組『黒鯱』の企画に端を発したもので、チームしゃちほこ初の舞台公演となる。

## DVD
番組
- 「黒鯱」1（2018年12月19日、SDP）
- 「黒鯱」2（2018年12月19日、SDP）
- 「黒鯱」3（2018年12月19日、SDP）

舞台
- 舞台「黒鯱」Blu-ray（2018年12月19日、SDP）